# Degrémont
 (juin 2016).
Si vous disposez d'ouvrages ou d'articles de référence ou si vous connaissez des sites web de qualité traitant du thème abordé ici, merci de compléter l'article en donnant les références utiles à sa vérifiabilité et en les liant à la section « Notes et références ».
Degrémont France était une entreprise spécialisée dans les installations de production d’eau potable et dans le traitement des eaux usées et des boues, filiale du groupe Suez.
Le 29 juillet 2015, Suez Environnement devient Suez, les marques Degrémont et Lyonnaise des eaux disparaissent au profit de Suez Eau France, tandis que SITA devient Suez Recyclage & Revalorisation. C'est une conséquence indirecte de l'abandon de la marque Suez par l'ancienne maison mère GDF Suez devenue Engie, le 24 avril 2015.
L'ingénierie du traitement des eaux Degrémont a été initiée au Cateau-Cambrésis (Nord) en 1904 par Émile Degrémont, puis établie à Rueil-Malmaison en 1939 par Gilbert Degrémont. Elle est devenue une filiale de Suez Environnement. Elle employait 5200 personnes dans soixante-dix pays et réalisait un chiffre d'affaires annuel de 1397 millions d'euros (chiffres 2012).

## Historique

Ancien logo de l'entreprise

En 1870, Aldebert Degrémont crée un atelier de construction mécanique dans le nord de la France.
Son fils Émile Degrémont, ingénieur IDN (École centrale de Lille promotion 1897) le fait évoluer en démarrant une activité de traitement des eaux industrielles, fondatrice du groupe Degrémont, dont le siège est au Cateau-Cambrésis et qui se développe dans toute la France et à l'export.
Après l'obtention d'un diplôme d'ingénieur en agronomie, son petit fils Gilbert Degrémont établit la société Degrémont en 1939 dans la banlieue de Paris.
La société s'implante rapidement sur le marché international, en remportant des contrats en eau potable notamment en Égypte, en Iran, en Indonésie et au Pérou. Dans les années 1960, la société ACFI, spécialisée dans le traitement des eaux de chaudière, rejoint Degrémont qui portera un temps le nom de Degrémont-Acfi. En 1972 la société fusionne avec SGEA spécialisée dans les eaux résiduaires urbaines. Très vite le nom seul de Degrémont s’imposera. Après avoir eu comme actionnaire principal Pont-à-Mousson, Degrémont deviendra filiale de la Lyonnaise des Eaux, laquelle deviendra Suez par le jeu des fusions. Aujourd'hui, Degrémont est une filiale de Suez Environnement présente à l'international.

### Dates clé

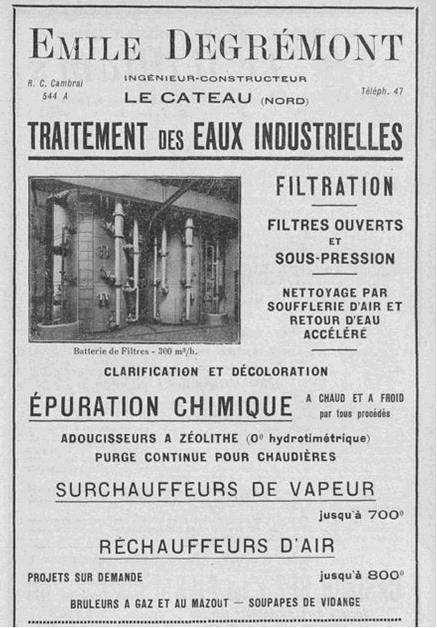
Publicité des établissements Émile Degrémont, Le Cateau, Nord de la France en 1910

- 1904 : Émile Degrémont, ingénieur constructeur, traitement des eaux industrielles ; siège social au Cateau-Cambrésis (Nord)
- 1939 : établissement de la société Degrémont à Rueil-Malmaison et Suresnes par Gilbert Degrémont.
- 1948 : Première usine de traitement d’Égypte.
- 1953 : Usine de production d’eau potable de Jakarta.
- 1956 : Première application du procédé de clarification Pulsator (Lima).
- 1967 : Degrémont intègre le groupe Lyonnaise des Eaux.
- 1975 : Première unité de dessalement par osmose inverse (Riyadh).
- 1985 : Première application du procédé Biofor.
- 1988 : Première unité d’ultrafiltration.
- 1997 : Lyonnaise des Eaux devient actionnaire à 100 %.
- 2001 :
  - Contrat de la Farfana (Santiago du Chili).
  - Usine de production d’eau potable de Sonia Vihar (New Delhi).
  - Usine de dessalement par osmose inverse de Fujaïrah (EAI).
  - Lancement de Biolysis, procédé de réduction de la production de boues.
- 2002 : Usine de traitement des boues de Valenton.
- 2004 :
  - Usine de reuse à San Luis Potosi (Mexique).
  - Usine de traitement des eaux usées de la baie d’Halifax (Canada).
- 2005 : Unité de dessalement de Perth (Australie).

## Chiffres clés de Degrémont
- Un milliard d’habitants desservis par une installation Degrémont
- 10 000 usines construites dans le monde entier dont :
  - 3 000 usines de production d’eau potable
  - 2 500 stations d’épuration des eaux usées urbaines
- 4 000 collaborateurs, ingénieurs et techniciens principalement
- Chiffre d’affaires 2004 : 960 millions d’euros
- Recherche & Développement (budget 2004) : 12 millions d’euros
- 100 chercheurs (chimie, microbiologie, ingénierie)

## Secteurs d'activité

### Eau potable
Degrémont assure la production d'eau potable à partir des eaux de forage ou des eaux de surface dans les pays industrialisés et les pays en voie de développement. Ses activités incluent également le dessalement des eaux de mer ou des eaux saumâtres pour la production d’eau potable ou l’irrigation. Dans tous les cas, l’eau produite doit être conforme aux normes réglementaires en vigueur dans les pays concernés.
Degrémont a construit environ 3 000 usines de production d’eau potable dans le monde et 250 usines de dessalement.
Pour produire de l’eau potable, différentes technologies sont mises en œuvre telles que la décantation, la flottaison, la filtration sur média (sable, charbon en grains), l'ultrafiltration membranaire, la désinfection à l’ozone ou aux ultraviolets. Les usines de dessalement utilisent la technologie de l’osmose inverse.

### Traitement des eaux usées et des boues
La société est également impliquée dans le traitement des eaux usées et des boues qui pose de plus en plus de problèmes, notamment dans les zones urbaines. Elle s’appuie sur différentes technologies comme les traitements physiques, chimiques ou biologiques, l’ozonation, les bioréacteurs à membranes, la filtration sur sable, etc. La plupart des eaux usées sont traitées pour être utilisées dans l’irrigation ou dans les systèmes de refroidissement industriels.
Degrémont a construit 2 500 usines de traitement de l’eau qui offrent une capacité de recyclage de 2,4 millions de m3 par jour.
Le traitement des boues consiste d’une part à réduire les volumes de boues produites et, d’autre part, à les traiter à des fins de réutilisation, principalement dans l’agriculture. Que ce soit par digestion, incinération, épaississement, déshydratation ou séchage, ces opérations peuvent également permettre la récupération du biogaz pour la production d’énergie.

### Recherche et innovation
Degrémont a investi 14,5 millions d’euros en R&I en 2012 et a déposé plus de 500 brevets depuis sa création.

### LeMémento technique de l'eau
Très tôt, Degrémont a voulu vulgariser le traitement de l’eau, notamment grâce au fameux Mémento technique de l’eau dont la première édition de 1950 a été suivie par neuf autres, la dernière datant de 2005. Faisant figure de référence dans le domaine, il a été traduit en anglais, allemand, espagnol et yougoslave.

### Sources
- Epuration & filtration des eaux industrielles & potables : catalogue général / Emile Degrémont ; Le Cateau-Cambrésis (Nord) : E. Roland & Delcroix, 1929
- Etablissements Emile Degrémont. Mémento technique de l'eau. 1954. 474p.
- Degrémont SA. Mémento technique de l'eau. Edition du cinquantenaire, 1989
- « Degremont - Technique de l'eau », sur degremont.fr via Wikiwix (consulté le 15 octobre 2023)
- « Degremont - Publications à télécharger », sur degremont.fr via Wikiwix (consulté le 15 octobre 2023)